# Herzogtum Siewierz

Wappen des Herzogtums

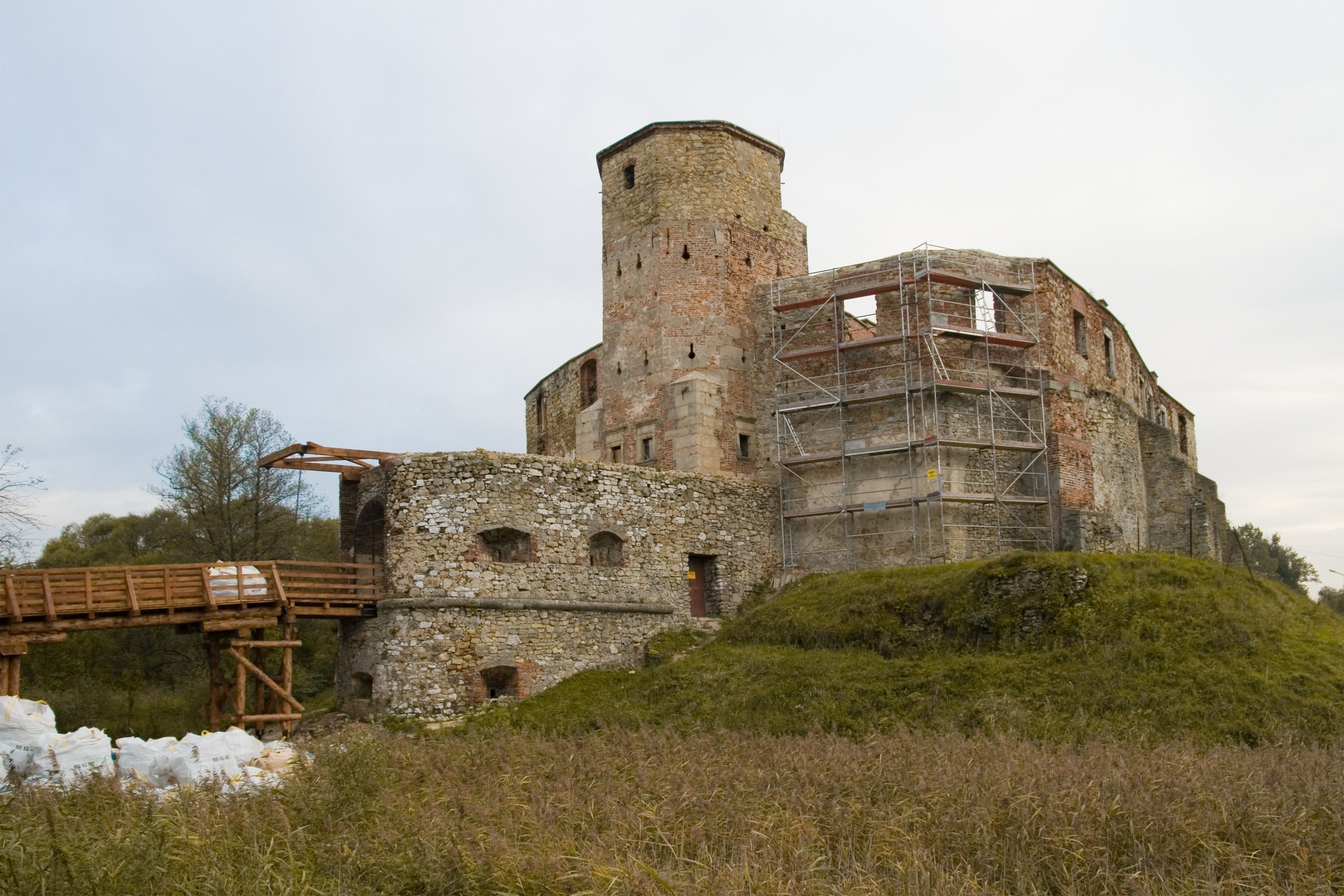
Burg Siewierz

Das Herzogtum Siewierz (polnisch Księstwo Siewierskie; tschechisch Seveřské knížectví; lateinisch Ducatus Severiensis, deutsch auch Herzogtum Severien) entstand 1330 durch Teilung des schlesischen Herzogtums Beuthen, das von den Schlesischen Piasten regiert wurde. Residenz der Herzöge war die Stadt Siewierz. Sie lag zwischen der Brynica im Westen und der oberen Warthe und der Schwarzen Przemsa im Osten und hatte eine Fläche von 679 km², 1/3 größer als Andorra, mit dem es manchmal in der Literatur verglichen wurde.

## Geschichte
Die Kastellaneien von Bytom (Beuthen) und Oświęcim (Auschwitz) mit Pszczyna (Pless) in Kleinpolen bzw. im Herzogtum Krakau und im Bistum Krakau übertrug 1177 oder 1179 der damalige Senior Kasimir II. „der Gerechte“ dem Ratiborer Herzog Mieszko I. „Kreuzbein“, der es seinem Herzogtum Ratibor und 1202 mit diesem zusammen dem Herzogtum Oppeln inkorporierte. Es ist nicht sicher, ob Siewierz schon damals auch an Schlesien angeschlossen wurde, oder ob das etwas später passierte.
1337 verkaufte Herzog Wladislaw II. von Beuthen–Cosel das Herzogtum dem Teschener Herzog Kasimir I., bei dessen Nachkommen es bis 1443 blieb.
Die Krakauer Bischöfe bildeten ab dem 13. Jahrhundert die Landgüter mit dem Sitz im nicht weit gelegenen Sławków (auf Deutsch auch Herrschaft Sławków benannt), deren Gebiet aus der Kastellanei von Bytom im 12. Jahrhundert wahrscheinlich ausgegliedert wurde. Die Güter wurden schrittweise vergrößert und umfassten viele Orte u. a. innerhalb der heutigen Städte Sosnowiec, Dąbrowa Górnicza, Jaworzno, Mysłowice. 1357 bestätigte der Teschener Herzog Kasimir I. gewährten Privilegien in zehn regionalen Dörfern für Krakauer Bischöfe im Herzogtum Siewierz: Brudzowice, Przeczyce, Toporowice, Mierzęcice, Targoszyce (heute ein Weiler von Mierzęcice), Ożarowice, Nadzieszów, Brzękowice, Góra und Lubianki, die im Verkaufsdokument nicht erwähnt wurden.
1443 verkaufte es Herzog Wenzel I. für 6000 Silbergroschen dem Krakauer Bischof Zbigniew Oleśnicki. Das Verkaufsdokument erwähnte namentlich fast alle Ortschaften des Herzogtums, die bisher nicht im direkten Besitz der Bischöfe waren. Das Herzogtum zählte damals um 60 Ortschaften. Auch unter seinen Nachfolgern blieb Siewierz im Besitz der Bischöfe von Krakau. Manchmal wurde das Herzogtum als Teil der Herrschaft von Sławków betrachtet.
1462 in Glogau verzichtete der böhmische König Georg von Podiebrad († 1471) lebenslänglich auf den Anspruch auf Oswęcim/Oswenczym, Wołek/Wolek, Siewierz/Dewoz, Zator/Zathor, Berwald, Szywecz/Zilbez. 1474 entsagte Vladislav II. Jagiełło von Böhmen und Ungarn auf ewig (in perpetuum) den Anspruch auf das ganze Gebiet.
Das Land hatte größere Autonomie als das Herzogtum Auschwitz-Zator bzw. der Kreis Schlesien, immer noch wie die Herrschaft von Sławków, und hatte seine eigenen Gesetze, Finanzen und eine eigene Armee. Um das Jahr 1600 umfasste das Herzogtum 3 Städte (Siewierz, Koziegłowy mit je über 1000 Einwohnern und die kleinere Czeladź) und 75 Dörfer, davon nur vier (Gniazdów, Grodziec, Lgota, Siedlec), die mehr als 200 Einwohner hatten. Alle Städte und 27 Dörfer gehörten direkt dem Bistum Krakau. Erst 1790 wurde es formal vom Sejm an das Königreich Polen-Litauen angegliedert und war der Woiwodschaft Krakau administrativ angegliedert. Im Zuge der Dritten polnischen Teilung kam es 1795 an Preußen in die neu entstandene Provinz Neuschlesien und Siewierz zum Sitz eines Kreises wurde. 1800 verlor die Stadt ihren Status als Bischofsresidenz. Die örtlichen Pfarreien wurden an das Bistum Breslau für über zehn Jahre angegliedert.
1807 wurde das Herzogtum zeitweise als Geschenk Napoleons an seinen Marschall Jean Lannes wiederhergestellt. Nach dem Wiener Kongress wurde es ein Teil Kongresspolens und das Gebiet teilt seither die Geschichte des russischen Teils Polens. Den Titel Herzog von Siewierz führten die Krakauer Bischöfe bis 1951, zuletzt Adam Stefan Sapieha.